# Công nhận các cặp cùng giới ở Hungary
Hungary đã cung cấp kết hợp dân sự (tiếng Hungary: bejegyzett élettársi kapcsolat) cho các cặp cùng giới kể từ ngày 1 tháng 7 năm 2009. Tổ chức này cung cấp gần như tất cả các lợi ích của hôn nhân. Việc chung sống không đăng ký (tiếng Hungary: élettársi kapcsolat) đối với các cặp cùng giới đã được công nhận và đặt ngang hàng với việc chung sống không đăng ký của các cặp đôi khác giới vào năm 1996. Tuy nhiên, hôn nhân cùng giới bị cấm bởi Hiến pháp 2011 của Hungary. vào tháng 1 năm 2012.

## Lịch sử

### Sống chung không đăng ký
Luật sống thử áp dụng cho các cặp vợ chồng sống chung trong mối quan hệ kinh tế và tình dục, bao gồm các cặp khác giới và cùng giới. Không cần đăng ký chính thức. Luật pháp đưa ra một số quyền và lợi ích cụ thể cho hai người sống chung, các quyền này bao gồm thăm bệnh viện và tiếp cận thông tin y tế, quyền thăm tù và quyền thăm tù đối với người bạn đời bị giam giữ, có quyền đưa ra quyết định về tang lễ của đối tác đã qua đời tuyên bố một người bạn cùng giới là người thân thích, trợ cấp của người góa phụ, quyền nhập cư, v.v. Một số lợi ích này đòi hỏi một tuyên bố chính thức từ bộ xã hội của chính quyền địa phương chứng minh rằng các đối tác thực sự sống thử.

### Kết hợp dân sự
Năm 2007, Chính phủ, bao gồm Đảng Liên minh Dân chủ Tự d (SZDSZ) và Đảng Xã hội Hungary (MSZP), đã đệ trình một dự luật lên Nghị viện để giới thiệu quan hệ đối tác đã đăng ký cho cả các cặp cùng giới và khác giới. Nghị viện đã thông qua dự luật vào ngày 17 tháng 12 năm 2007. Đạo luật này sẽ cung cấp tất cả các quyền của vợ hoặc chồng đã kết hôn cho các đối tác đã đăng ký ngoại trừ quyền nhận con nuôi và quyền lấy họ chung. Đạo luật hợp tác đã đăng ký sẽ có hiệu lực vào ngày 1 tháng 1 năm 2009, nhưng vào ngày 15 tháng 12 năm 2008, Tòa án Hiến pháp Hungary tuyên bố nó vi hiến với lý do nó sao chép tổ chức hôn nhân cho các cặp đôi khác giới. Tòa án thấy rằng một luật đối tác đã đăng ký chỉ áp dụng cho các cặp cùng giới sẽ được hiến định; thật vậy, nó đã phản đối rằng Quốc hội có nhiệm vụ đưa ra một luật như vậy. Thủ tướng Ferenc Gyurcsány đã chỉ đạo Bộ trưởng Bộ Tư pháp soạn thảo một dự luật mới, sửa đổi, phù hợp với quyết định của Tòa án.
Vào ngày 23 tháng 12 năm 2008, Chính phủ Hungary tuyên bố sẽ đưa ra một dự luật hợp tác mới được đăng ký theo quyết định của Tòa án Hiến pháp. Luật pháp sẽ cung cấp cho các cặp cùng giới tất cả các quyền được cung cấp bởi đạo luật trước đó và sẽ được trình lên Quốc hội vào đầu tháng 2 năm 2009.
Vào ngày 12 tháng 2 năm 2009, Chính phủ Hungary đã phê duyệt dự luật hợp tác mới được đăng ký chỉ áp dụng cho các cặp cùng giới, cung cấp tất cả các quyền của hôn nhân ngoại trừ việc nhận con nuôi và khả năng lấy cùng họ.
Dự luật đã được Quốc hội thông qua vào ngày 20 tháng 4 năm 2009. 199 nghị sĩ (Đảng Xã hội Hungary và Liên minh Dân chủ Tự do) đã bỏ phiếu cho dự luật, 159 nghị sĩ (Fidesz và Đảng Dân chủ Thiên chúa giáo (KDNP) đã bỏ phiếu chống lại nó, 8 phiếu trắng. Đạo luật hợp tác đã đăng ký mới có hiệu lực vào ngày 1 tháng 7 năm 2009. Quan hệ đối tác đã đăng ký chỉ dành cho các cặp cùng giới. Tất cả các quy tắc của hôn nhân được áp dụng, ngoại trừ quyền lấy họ chung, quyền nhận con nuôi và tham gia thụ tinh nhân tạo.
Vào ngày 23 tháng 3 năm 2010, Tòa án Hiến pháp phán quyết rằng luật này là hiến pháp.
Vào tháng 2 năm 2018, Tòa án quận Budapest phán quyết rằng Hungary phải thừa nhận các cuộc hôn nhân cùng giới được thực hiện ở nước ngoài tương đương với quan hệ đối tác đã đăng ký.